# علم روما
علم روما هو العلم الخاص بالعاصمة الإيطالية مدينة روما، تم اعتماد العلم عام 1860.

## وصف العلم
العلم مقسم نصفين بالطول باللون الأحمر الأرجواني يسارا، والأصفر الذهبي يمينا، حيث أن ألوان العلم مستمدة من الرايات البيزنطية القديمة، وأحيانا يوضع في منتصف العلم شعار النبالة الخاص بالمدينة.

## تاريخ العلم
هناك خلاف يُعتقد أن أول عرض للعلم كان في عام 1870، في سنة توحيد إيطاليا.  وفي عام 1884 تم تحديد شعار النبالة الرسمي للمدينة؛ وقد كان اختيار التصميم مستوحى من أقدم تمثيل أثري موجود في المدينة، لمنحوتة صخرية يرجع تاريخها إلى القرن الرابع عشر؛ حيث كانت الألوان هي نفسها ألوان العلم الأرجواني وعليه الصليب اليوناني بالذهبي من الجانب الأيمن ويليها نقش بالأحرف الذهبية (سيناتوس بوبولوسك رومانوس) (بالإيطالية: Senatus PopolusQue Romanus)‏، والذي يظهر بالفعل في النقوش الحديثة بإيطاليا. وقد اعتمدته الحكومة في 26 أغسطس 1927. وفي عام 2004، تم بعض التعديلات على تصميم الشعار. 

## أعلام مشابهة في التصميم
- علم الدولة البابوية
- علم باريس
- علم قطانية
- علم نابولي